# Орден Возрождения Польши
Орден Возрождения Польши (пол. Order Odrodzenia Polski, лат. Polonia Restituta) — польский орден, учреждённый 4 февраля 1921 года. Награждение орденом производится за выдающиеся заслуги в военной и гражданской сферах, как польских, так и иностранных граждан.

## История
6 октября 1918 года Регентский совет Польши провозгласил независимое польское государство. Поскольку существовавшие до этого времени польские награды в рамках капитула российских императорских и царских орденов, были серьёзно дискредитированы тем фактом, что вручались, по мнению новых властей Польши, в том числе лицам, ответственным за уничтожение Польши и её культуры, было принято решение об учреждении новых наград.
4 февраля 1921 года маршалом Юзефом Пилсудским, был учреждён орден Возрождения Польши — второй по значимости польский орден после ордена Белого орла. Первые награждения состоялись уже 13 июля 1921 года. Орден был объявлен высшей наградой Польши, которую могут вручать иностранным гражданам по представлению министерства иностранных дел Польши.
После завершения Второй Мировой войны, престиж ордена оставался настолько велик, что его продолжали вручать как польское правительство в изгнании, так и новое коммунистическое правительство Польской Народной Республики (ПНР). Отличия заключались в символике знаков ордена.
По указу Комитета национального освобождения Польши от 22 декабря 1944 года орден Возрождения Польши был включён в наградную систему нового социалистического государства — Польской Народной Республики. Внешний вид награды был сохранён за исключением того, что белый орёл лишился короны, а на реверсе знака указывался 1944 год.
По принятому в 1960 году закону орден Возрождения Польши занял вторую позицию в наградной системе после ордена Строителей Народной Польши. Новый закон переименовал 1 класс ордена с Большой ленты на Большой крест. Остальные классы остались неизменными. Новое описание знака было включено в постановление Государственного совета от 29 февраля 1960 года.
В 1982—1992 годы в соответствии с Уставом орден Возрождения Польши вручался труженикам за непрерывный трудовой стаж и выдающуюся деятельность. Например, педагогическим работникам за 30 лет, шахтёрам — за 20 лет непрерывного трудового стажа.
До 1987 года орден был вручён:
- I класс — 190 награждений
- II класс — 1031 награждений
- III класс — 9757 награждений
- IV класс — 36602 награждений
- V класс — 567005 награждений

В общей сложности в 1944—1992 годах в ПНР было вручено 681949 орденов Возрождения Польши.
Однако со временем в Польской Народной Республике стали чаще вручать более традиционные для коммунистических режимов награды. Новой наградой для иностранцев стал орден «За заслуги».
22 декабря 1990 года орден Возрождения Польши был восстановлен в прежних правах, а коммунистические награды отменены.

## Классы ордена
Среди польских наград за гражданские заслуги орден Возрождения Польши занимает вторую позицию после редко вручаемого ордена Белого орла.
Капитул ордена состоит из Великого магистра, которым традиционно является Президент Польши, и восьми членов, назначенных им, которые служат не более пяти лет. Великий магистр по своему положению является кавалером Большого креста.
Имена новых награждённых регулярно публикуются в правительственном бюллетене Monitor Polski.
В соответствии со статьёй 138 Конституции Польши орден Возрождения Польши имеет пять классов.
| Класс            | Большой крест (пол. Krzyż Wielki) | Командорский крест со звездой (пол. Krzyż Komandorski z Gwiazdą) | Командорский крест (пол. Krzyż Komandorski) | Офицерский крест (пол. Krzyż Oficerski) | Кавалерский (рыцарский) крест (пол. Krzyż Kawalerski) |
| Орденская планка |                                   |                                                                  |                                             |                                         |                                                       |
| Инсигнии         |                                   |                                                                  |                                             |                                         |                                                       |

## Описание
Знак ордена — золотой восьмиконечный крест белой эмали с золотыми шариками на концах. В центре круглый медальон красной эмали с каймой синей эмали. В медальоне государственный герб Польши — белый коронованный орёл (в ПНР — без короны). На кайме надпись на латинском языке: «Polonia Restituta». Реверс знака матированный, в центральном медальоне год независимости Польши: «1918» (в ПНР — «1944»). Знак при помощи кольца крепится к орденской ленте.
Звезда ордена серебряная восьмиконечная формируемая множеством двугранных разновеликих лучиков. В центре круглый медальон белой эмали с каймой синей эмали. В медальоне монограмма «RP» (в ПНР — «RPL»), на кайме надпись на латинском языке: «Polonia Restituta».
Лента ордена шёлковая муаровая красного цвета с тонкими белыми полосками, отстающими от края.

## Знаменитые кавалеры ордена
- См. Категория:Награждённые орденом Возрождения Польши

- Маршал авиации Кожедуб И. Н.
- Генерал-лейтенант Владислав Андерс
- Генеральный секретарь ЦК КПСС Брежнев Л. И.
- Маршал Иосип Броз Тито
- Священник Владислав Буковинский
- Маршал Василевский А. М.
- Певица Анна Виктория Герман
- Крестьянин Михал Джимала
- Маршал Жуков Г. К.
- Астроном Вильгельмина Ивановская
- Качиньская, Мария Хелена
- Писатель Станислав Лем
- Актёр Ольгерд Лукашевич
- Генерал армии США Дуглас Макартур
- Авиаконструктор Миль М. Л.
- Хореограф Моисеев И. А.
- Генерал Поплавский С. Г.
- Маршал Эдвард Рыдз-Смиглы
- Герой Второй мировой войны Ирена Сендлер
- Учёный-механик Ян Снеддон
- Поэт Максим Танк
- Капитан вермахта Вильгельм Хозенфельд
- Войцех Витольд Ярузельский
- Писатель Станислав Ежи Лец
- Поэт Рыльский М. Ф.
- Палеонтолог Зофья Келан-Яворовская
- Инженер-майор Сагратян А. Т.
- Инженер Л. С. Мочалин
- Радиодиктор Ереми Пшибора[1]
- Композитор Тадеуш Шелиговский
- Капитан сборной Польши по футболу Роберт Левандовский
- Контр-адмирал Влодзимеж Штайер

## Коллективные награждения
Большой крест
Города:
- Гнезно (1947)
- Краков (1957)
- Гданьск (1962)
- Гливице (1974)
- Глогув (1974)
- Ныса (1974)
- Цешин (1980)

Учебные заведения:
- Ягеллонский университет (1964)

Командорский крест со звездой
Города:
- Пила (1974)

Учебные заведения:
- Краковская академия искусств им. Я. Матейко (1976)

Учреждения культуры:
- Государственный музей Аушвиц-Биркенау (1976)
- Национальная библиотека Польши (1976)
- Театр[пол.] им. Ц. К. Норвида в Еленя-Гуре (1976)

Корабли:
- Учебный корабль фрегат «Дар Поморья» (1981)

Организации:
- Торуньское научное общество (1976)
- Учреждение социального страхования[пол.] (1987)
- Польский Красный Крест (1989)

Периодические издания:
- Издательство[пол.] Министерства национальной обороны Польши (1976)

Командорский крест
Города:
- Колобжег (1975)
- Пултуск (1985)
- Сважендз (1988)

Учебные заведения:
- 1-я Средняя школа[пол.] им. Б. Новодворского в Кракове (1988)

Организации:
- Ассоциация польских библиотекарей[пол.] (1976)

Офицерский крест
Предприятия:
- Завод хрустального стекла «Виолетта»[пол.] в Строне-Слёнске (1976)

Организации:
- Ассоциация ветеранов польской армии в Америке (1923)

Рыцарский крест
Учебные заведения:
- Ягеллонский университет (1936)
- Политехническая школа «Львовская политехника» (1936)
- 1-я Средняя школа[пол.] им. Б. Новодворского в Кракове (1938)
- Средняя школа Святой Марии Магдалины[пол.] в Познани (1939)

Организации:
- Ансамбль песни и танца Горно-металлургической академии им. С. Сташица «Кракус[пол.]» им. В. Бяловаса (1984)